# Прищепов, Никита Олегович
Никита Олегович Прищепов (род. 20 апреля 2004, Оренбург) — российский хоккеист, нападающий.

## Биография
Начинал заниматься хоккеем в Оренбурге («Юниор Газпрома» / «Юниор Газпром добыча»), затем — в «Нефтянике» Альметьевск (2017/18 — 2018/19), подольском «Витязе» (2019/20). В сезоне 2020/21 провёл 37 матчей в команде МХЛ «Русские витязи». На импорт-драфте CHL 2021 года был выбран в первом раунде под № 37 командой «Викториавилл Тайгерз» и следующие три сезона провёл в QMJHL. На драфте НХЛ 2024 года был выбран в последнем, 7-м раунде под общим 217-м номером клубом «Колорадо Эвеланш». Сезон 2024/25 начал в фарм-клубе из АХЛ «Колорадо Иглз». 2 ноября 2024 года на фоне проблем с составом в «Эвеланш» — пятеро травмированных и двое дисквалифицированных нападающих — дебютировал в НХЛ в гостевом матче с «Нэшвиллом» (2:5). Прищепов стал лишь третьим игроком драфта-2024, который сыграл в этом сезоне НХЛ и первым дебютантом с сезона 2005/06, задрафтованным в седьмом раунде. После матча Прищепов был отправлен обратно в АХЛ.